# Olândia

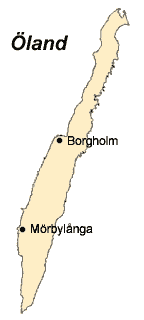
Olândia

Olândia (em sueco: Öland; pronúncia /ˈø̌ːland/;  ouça a pronúncia), mais conhecida pelo nome original Öland é a segunda maior ilha da Suécia, e a província histórica sueca de menor dimensão.
Está situada no Mar Báltico, ao largo da costa leste do país. Pertence ao condado de Kalmar. Área: 1342 km². População (2003): 24.628 habitantes. Está separada da Suécia continental pelo estreito de Kalmar, sobre o qual foi construída a ponte da Olândia, com uma extensão de 6 km.

## Geografia da Olândia
A ilha da Öland tem 130 km de comprimento e uma largura máxima de 20 km. A costa ocidental é alta, constituída por falésias, seguida por terras baixas até à costa oriental da ilha, que é composta por uma planície costeira. No sul da ilha há uma planície com vegetação de estepe (Stora Alvaret).
- Limites: Norte, leste e sul -  Mar Báltico, Oeste -  Estreito de Kalmar
- Colinas: Galgbacken (57 m)
- Lagos: Hornsjön
- Cidades: Borgholm
- Localidades:  Färjestaden e Mörbylånga

## Património histórico, cultural e turístico
- Castelo de Borgholm (Borgholms slott)
- Paisagem Agrícola do Sul da Olândia
- Planície de Stora alvaret
- Palácio Solliden
- Praias de Köpingsvik, Böda, Byrums Sandvik, Haga Park, Näsbybadet, Sandbybadet, Stenåsbadet, ao longo da linha costeira da ilha, com mais de 300 km de extensão.[12][13]
- Forte de Eketorp (Eketorps borg, século IV)
- Reservas naturais de Halltorps hage e de Ottenby